# Bistum Kayes
Das Bistum Kayes (lateinisch Dioecesis Kayesensis, französisch Diocèse de Kayes) ist eine in Mali gelegene römisch-katholische Diözese mit Sitz in Kayes.

## Geschichte
Das Bistum Kayes wurde am 12. Juni 1947 durch Papst Pius XII. mit der Apostolischen Konstitution Perutile visum aus Gebietsabtretungen des Apostolischen Vikariates Bamako als Apostolische Präfektur Kayes errichtet. Am 6. Juli 1963 wurde die Apostolische Präfektur Kayes durch Papst Paul VI. zum Bistum erhoben und dem Erzbistum Bamako als Suffraganbistum unterstellt.

## Ordinarien

### Apostolische Präfekten von Kayes
- Etienne-Marie-Félix Courtois MAfr, 1947–1963

### Bischöfe von Kayes
- Etienne-Marie-Félix Courtois MAfr, 1963–1978
- Joseph Dao, 1978–2011
- Jonas Dembélé, seit 2013